# Dave Sinardet
Dave Sinardet, né à Anvers le 6 octobre 1975, est un politologue belge. Les domaines de son expertise sont le fédéralisme, le nationalisme et la politique en Belgique. Il enseigne à l'université Saint-Louis - Bruxelles et, depuis 2009, à la Vrije Universiteit Brussel. En dehors de ses publications scientifiques, il écrit également en tant que chroniqueur et commentateur pour divers médias.

## Biographie
Sinardet, qui habite Anvers, obtient une licence en sciences politiques et sociales à l'université d'Anvers, avant d'y mener une activité de chercheur. Il y prépare sa thèse de doctorat, qu'il défend en mai 2007. Celle-ci est consacrée au rôle des médias en matière de problèmes communautaires belges. Il devient ensuite chercheur au Fonds national de recherche scientifique, tout en restant lié à l'université d'Anvers.
Depuis 2007, il est professeur de « médias et politique » à l'université Saint-Louis - Bruxelles au sein du programme trilingue en sciences politiques.
Depuis 2009, il professe également à la VUB.

## Recherche scientifique
Sinardet a publié dans différentes revues scientifiques internationales et ouvrages, entre autres au sujet du fédéralisme, du nationalisme, de l'évolution politique belge, de la démocratie plurilingue, de la politique des langues, de la démocratie consensuelle, de l'opinion publique ou de la communication politique. 
Ses travaux sont notamment publiés dans le West-European Politics, Acta Politica. International Journal of Political Science, Regional and Federal Studies, Governance. An International Journal of Policy, Administrations and Institutions out Pouvoirs, revue française d’études constitutionnelles et politiques.
Il a également, sur les thèmes précités, participé à des congrès internationaux. En 2011, il fut invité en tant qu'orateur lors de la discussion consacrée exclusivement à la Belgique lors du congrès annuel consacré au nationalisme à l'université Columbia.
De concert avec les constitutionnalistes Patricia Popelier et Jan Velaers et la sociologue Bea Cantillon, il publie en 2012 : België Quo Vadis. Waarheen na de zesde staatshervorming? (« Où va la Belgique après la sixième réforme de l'État ? »), la première publication scientifique consacrée à la sixième réforme de l'État belge.

## Doctorat
En mai 2007, Dave Sinardet fut promu docteur en sciences politiques et sociales. Sa thèse a étudié le rôle des médias en matière de problèmes communautaires en Belgique. Parmi d'autres thèmes, Dave Sinardet étudie la façon dont les médias francophones informent leurs lecteurs au sujet des Flamands et comment les médias flamands informent leurs lecteurs au sujet de la Belgique francophone. Il a comparé la manière dont ces médias présentent chacun à leur façon le fédéralisme belge.   
Il constate que l'information en ce qui concerne l'actualité de l'autre côté de la frontière linguistique est minime (en moyenne 3 % des journaux télévisés), et qu'en outre l'information consacrée à la politique fédérale était respectivement ou très flamande ou très francophone. C'est ainsi que 80 % des ministres fédéraux apparaissant dans les journaux télévisés flamands, sont flamands et de même 80 % de ces ministres dans les journaux télévisés francophones sont eux-mêmes francophones. Il en a conclu que la valeur d'actualité d'un ministre fédéral, qui pourtant mène une politique qui vaut pour l'ensemble du pays, est tributaire du rôle linguistique auquel il appartient.
Il a également analysé l'information concernant les dossiers communautaires fédéraux et constaté qu'ils s'inscrivaient généralement, de manière explicite ou implicite, en accord avec le consensus politique de chacune des communautés. C'est ainsi qu'en matière d'information concernant le dossier communautaire explosif de Bruxelles-Halle-Vilvorde, tant les médias flamands que francophones s'en tenaient aux éléments qui épousaient les idées généralement acceptées dans leur communauté, tout en négligeant d'autres éléments.
Il a ensuite étudié l'idée créée au sujet de l'autre communauté et a constaté une symétrie frappante. Des deux côtés de la frontière linguistique, une homogénéisation se développe, permettant à un ou à certains éléments de forger l'idée générale qui prend corps. Ce qui apparaît dans l'habitude de parler « des Flamands » ou « des francophones », alors qu'en fait il s'agit d'idées ou sentiments exprimés par une seule personne ou par un seul groupe ou parti. Surtout du côté flamand, l'accent mis sur les différences entre la Flandre et la Wallonie servent souvent en tant que cadres d'interprétation.
Il constate que dans les médias des deux communautés l'information présente souvent l'autre communauté, de façon implicite ou explicite, comme dominatrice et comme celle qui obtient toujours gain de cause, tandis que sa propre communauté toujours mord la poussière. Il retraça l'origine de cette manière de voir les choses dans les discours concernant « l'autre », tant du Mouvement flamand que du Mouvement wallon.
Il a estimé comme étant « problématique » la manière souvent caricaturale dont est rédigée l'information sur l'autre et en conclut un déficit démocratique. Il n'en rend pas les médias comme seuls responsables : il s'agit plutôt de la façon globale dont la politique fédérale est organisée en Belgique.

## Activités publiques
Sinardet participe activement au débat public en Belgique et appartient à ceux qui sont en mesure de le faire au-delà des frontières linguistiques, par des conférences, des débats et des apparitions dans les médias. Il est un hôte régulier tant dans les médias francophones que flamands, qui l'invitent à s'exprimer en matière de questions politiques en Belgique. Les médias étrangers le consultent souvent concernant la situation politique en Belgique.
Étant professeur à Bruxelles, tant à la VUB qu'à l'université Saint-Louis - Bruxelles, il s'intéresse inévitablement au débat institutionnel concernant Bruxelles. Il plaide pour la diminution des pouvoirs accordés aux dix-neuf communes au profit de la région et pour la création d'une véritable région urbaine.
En tant qu'Anversois, il s'intéresse aux évolutions politiques et sociales dans cette ville. Il est souvent invité par les médias locaux, tant la télé régionale ATV que les journaux Gazet van Antwerpen, Het Laatste Nieuws et Het Nieuwsblad, afin de s'exprimer concernant des problèmes particuliers à cette région.
Il est partisan d'une démocratie participative et délibérative. En 2011 il a participé à la création du mouvement G1000, qui rassembla 704 citoyens (le chiffre de 1 000 ne fut pas atteint) qui étudièrent la question d'une meilleure démocratie en Belgique.
Sinardet est également partisan d'une circonscription électorale fédérale, qui permettrait aux Belges de voter sur des listes tant francophones que néerlandophones. Il est membre, à cet effet, du groupe de réflexion Pavia, qui préconise une telle circonscription. Au mois de mars 2014 il fut un des experts invités par le parlement fédéral afin d'exposer leurs idées à ce sujet. Il est en outre partisan d'une circonscription européenne pour les élections européennes.

## Chroniqueur
Depuis 2007 Sinardet est un chroniqueur et commentateur particulièrement actif. De 2007 à 2011 ses articles ont paru dans De Standaard, de 2008 à 2010 dans Le Soir et ensuite dans De Morgen. Pour De Tijd il fut un des cinquante leaders d'opinion invités à écrire régulièrement pour ce journal. On le retrouve en ligne sur deredactie.be de la VRT. Depuis 2014 il écrit pour De Tijd et pour La Libre Belgique. Il écrit également pour Le Vif/L'Express dans la rubrique Vu de Flandre. Il collabore en tant que senior fellow à l'institut de réflexion Itinera Institute.

## Publications
- (avec Serge Govaert) Nationalisme, Averbode, Altiora, 2005
- Het samenleven van twee onderdrukte meerderheden. Vlamingen, Franstaligen en de media dans: ‘Waar België voor staat. Een toekomstvisie’, Geert Buelens, David Van Reybrouck & Jan Goossens (edit.), Amsterdam-Anvers, Meulenhoff & Manteau, 2007.
- Wederzijdse mediarepresentaties van de nationale "andere": Vlamingen, Franstaligen en het Belgische federale samenlevingsmodel, doctorat, Universiteit Antwerpen, Faculteit Politieke en Sociale Wetenschappen, 2007
- Médias et politique dans le tourbillon centrifuge belge, dans ‘Le vrai-faux journal de la RTBF. Les réalités de l’information’, Marc Lits (edit.), Bruxelles, Éditions Couleur Livres, UCL – Observatoire du Récit Médiatique, 2007.
- A touch of crisis. The long and winding road to the sixth Belgian state reform, in: Belgian Society and Politics, Annual Review 2008-2009.
- Territorialité et identités linguistiques en Belgique, in: Hermès, Cognition, Communication, Politique (numéro à thème : L’épreuve de la diversité culturelle), 2008.
- Belgian Federalism Put to the Test: The 2007 Belgian Federal Elections and their Aftermath, in: West-European Politics, 2008.
- (avec Marc Hooghe), Is there a Belgian public opinion? Introduction, in: Dave Sinardet & Marc Hooghe (red.), Public opinion in a multilingual society: institutional design and federal loyalty, Bruxelles, 2009
- Futur(s) de la fédération belge: paradoxes fédéraux et paradoxes belges, in: Le fédéralisme en Belgique et au Canada: comparaison sociopolitique, Bruxelles, 2009.
- Flemish parties in a consociational federal context: falling for the temptation of majoritarianism? The case of Brussels-Halle-Vilvoorde, in: Carl Devos & David Hanley (red.), Flemish parties between region, federation and Europe, Bruxelles, 2009.
- Direct democracy as a tool to shape a united public opinion in a multilingual society? Some reflections based on the Belgian case, in: Dave Sinardet & Marc Hooghe (red.), Public opinion in a multilingual society: institutional design and federal loyalty, Bruxelles, 2009.
- Politicologen en media: meer dan een verstandshuwelijk? in: Res Publica. Politiek-wetenschappelijk tijdschrift van de Lage Landen, 2009.
- Met onze jongens aan den IJzer. Filmpropaganda en de Eerste Wereldoorlog, in: Tijdschrift van de Belgische Vereniging voor Nieuwste Geschiedenis, 2009.
- (avec Caroline Van Wynsberghe, Johanne Poirier & François Tulkens) The political and institutional development of the Brussels Metropolitan Zone: observations and prospects, in: Brussels studies, 2009.
- From consociational consciousness to majoritarian myth. Consociationalism, multi-level politics and the Belgian case of Brussels-Halle-Vilvoorde, in: Acta Politica. International Journal of Political Science, 2010.
- (avec Kris Deschouwer) Identiteiten, communautaire standpunten en stemgedrag, in: Kris Deschouwer, Pascal Delwit, Marc Hooghe & Stefaan Walgrave (red.), De stemmen van het volk. Een analyse van het kiesgedrag in Vlaanderen en Wallonië op 7 juni 2009, Bruxelles, VUBPress, 2010.
- Institutional reform in Belgium: an analysis of the political dynamics behind the Lambermont state reform of 2001, Hagen, Fern Universität, 2010.
- Sonĝoŝtato of de ideale samenleving, in: Utopisch Alfabet. Honderd toekomstvisies, Anvers, De Bezige Bij, 2011.
- Multilingual democracy and public sphere. What Belgium and the EU can learn from each other, in: Axel Gosseries & Yannick Vanderborght (ed.), Arguing about justice. Essays for Philippe Van Parijs, Louvain-La-Neuve, Presses Universitaires de Louvain, 2011.
- La démocratie consociative belge: vecteur d’instabilité ?, in: Pouvoirs. Revue française d’études constitutionnelles et politiques (numéro thématique : ‘La Belgique’), 2011.
- (avec Patricia Popelier, Jan Velaers & Bea Cantillon (ed.)) België, Quo Vadis? Waarheen na de zesde staatshervorming?, Anvers-Cambridge, Intersentia, 2012.
- (avec Patricia Popelier) Stabiliteit en instabiliteit in de Belgische federale staatsstructuur’, in: België, Quo Vadis? Waarheen na de zesde staatshervorming?
- Federal Reform and Party Politics. The case of the Fifth Belgian State Reform, in: Arthur Benz & Felix Knuepling, Changing Federal Constitutions: Lessons from International Comparison, Farmington Hills, Barbara Budrich Publishers, 2012.
- Is there a Belgian public sphere? What the case of a federal multilingual country can contribute to the debate on transnational public spheres. And vice versa, in: Michel Seymour & Alain-G. Gagnon (ed.), Multinational Federalism: Problems and Prospects, New-York, Palgrave MacMillan, 2012.
- (avec Carl Devos) Governing without a Government: The Belgian experiment, in: Governance. An International Journal of Policy, Administrations and Institutions, 2012.
- Le Projet de circonscription électorale fédérale, Bruxelles, Centre de recherche et d'information socio-politiques, 2012.
- Zwart, geel, groot. Het Vlaams-nationalisme na 1945, in: Reflector, maart 2012.
- (avec Niels Morsink) La confiance entre élites de partis dans les fédérations consociatives. Le cas de la Belgique, in: Dimitrios Karmis & François Rocher (ed.), La dynamique confiance-méfiance dans les démocraties multinationales: le Canada sous un angle comparatif, Québec, Presses de l’Université Laval, 2012.
- Le rôle des médias dans le conflit communautaire belge. Le traitement du dossier ‘Bruxelles-Hal-Vilvorde’ lors des débats politiques télévisés francophones et néerlandophones en Belgique, in: Julien Perrez & Min Reuchamps (ed.), Derrière les mots. Approches politiques et linguistiques des relations communautaires en Belgique, Edition : Sciences Politiques (12), Louvain-La-Neuve: Academia/L’Harmattan, 2012.
- (avec Min Reuchamps & Jeremy Dodeigne) La circonscription électorale fédérale, in: Frédéric Bouhon & Min Reuchamps (ed.), Les systèmes électoraux de la Belgique, Bruxelles, Bruylant, 2012.
- How Linguistically Divided Media Represent Linguistically Divisive Issues. Belgian Political TV-Debates on Brussels-Halle-Vilvoorde, in: Regional and Federal Studies (Special issue on ‘The Future of Belgian Federalism’), 2013.
- Conflicten over identiteit en natie in België. Een geschiedenis, in: Conflicten (Studium Generale - Leerstoel Kinsbergen 2012-2013), Bruxelles, Academic and Scientific Publishers, 2013.
- (avec Peter Bursens) Democratic legitimacy in multilevel political systems. The role of politicization at the polity-wide level in the EU and Belgium, in: Acta Politica. International Journal of Political Science, 2014.
- Consensusdemocratie in het federale België: wat, waarom en vooral waarheen?', in: Guy Verhofstadt, Erwin Mortier, Bart Somers, Emmanuel Vandenbossche, Rolf Falter, Dave Sinardet & Paul De Grauwe (ed.), Een beter België. Een federale toekomst voor ons land, Anvers/Amsterdam, De Bezige  2014.
- (avec Jeremy Dodeigne & Min Reuchamps), Beyond the Myth of Unanimity. Opinions of Belgian MPs on Federalism and the Sixth Reform of the Belgian State, in: Belgian Society and Politics. As Ever, in Between Elections, 2014
- (avec Jeremy Dodeigne & Min Reuchamps) De communautaire breuklijn in België: kloof of spleetje?, in: Carl Devos (ed.), Belgique 2014. Een politieke geschiedenis van morgen, Borgerhoff & Lamberigts, 2014.